# Smartwings
Smartwings ist eine tschechische Billigfluggesellschaft mit Sitz in Prag und ein Tochterunternehmen der Travel Service.

## Geschichte
Smartwings wurde im Jahr 2004 als Tochtergesellschaft der tschechischen Travel Service gegründet. In den Jahren 2004/05 wurden zwei Maschinen des Typs Boeing 737-500 von der Deutschen Lufthansa geleast. Am 11. März 2012 wurde die letzte Boeing 737-500 der SmartWings durch eine Boeing 737-700 ersetzt.
Das Unternehmen zählte zwischen Januar und November 2018 zu den wichtigsten Dienstleistern für die Durchführung von Abschiebeflügen in der Bundesrepublik Deutschland. 45 von 157 Abschiebeflügen innerhalb dieser Periode wurden von SmartWings übernommen.
Die Mutterfirma Travel Service wurde im Dezember 2018 in die SmartWings Gruppe integriert und alle zugehörigen Fluggesellschaften dementsprechend umbenannt.

## Flugziele
Smartwings bietet von Prag und saisonal auch weiteren tschechischen Flughäfen aus hauptsächlich Flüge zu Städte- und Urlaubszielen rund um das Mittelmeer an. Der weiteste Flug der Gesellschaft führt nach Dubai.

## Flotte

### Aktuelle Flotte
Mit Stand April 2025 besteht die Flotte der Smartwings aus 45 Flugzeugen mit einem Durchschnittsalter von 12,1 Jahren:
| Flugzeugtyp      | Anzahl | bestellt | Anmerkungen | Sitzplätze | Durchschnittsalter |
| ---------------- | ------ | -------- | --- | ---------- | ------------------ |
| Airbus A220-300  | 03     | 0        | betrieben für Czech Airlines | 149        | 00,2 Jahre         |
| Airbus A320-200  | 03     | 0        | einer betrieben durch Galistair Malta; je einer betrieben für Czech Airlines und Air Transat                                         | 180        | 20,6 Jahre         |
| Boeing 737-700   | 02     | 0        | | 148        | 22,2 Jahre         |
| Boeing 737-800   | 22     | 0        | mit Winglets ausgestattet; eine inaktiv; drei betrieben für SpiceJet, acht betrieben für Sunwing Airlines sowie sieben für Eurowings | 189        | 16,1 Jahre         |
| Boeing 737-900ER | 02     | 0        | mit Winglets ausgestattet | 212        | 15,5 Jahre         |
| Boeing 737 MAX 8 | 13     | 0        | zwei inaktiv | 189        | 04,2 Jahre         |
| Gesamt           | 45     | -        | |            | 12,1 Jahre         |

### Aktuelle Sonderbemalungen
| Flugzeugtyp    | Luftfahrzeugkennzeichen | Bemalung       | Zeitraum                                                                                                  | Bild |
| -------------- | ----------------------- | -------------- | --- | ---- |
| Boeing 737-800 | OK-TVF                  | „Prague ♥ You“ | seit Mai 2022 (seit März 2025 mit Eurowings-Rumpf, Seitenleitwerk und Winglets weiter in dieser Bemalung) |      |

### Ehemalige Sonderbemalungen
| Flugzeugtyp      | Luftfahrzeugkennzeichen | Bemalung               | Zeitraum                   | Bild |
| ---------------- | ----------------------- | ---------------------- | -------------------------- | ---- |
| Boeing 737-8 MAX | OK-SWB                  | „Experience Abu Dhabi“ | Oktober 2023 bis März 2024 |      |

### Ehemalige Flugzeugtypen
Zuvor betrieb Smartwings unter anderem auch folgende Flugzeugtypen:
- Boeing 737-400
- Boeing 737-500

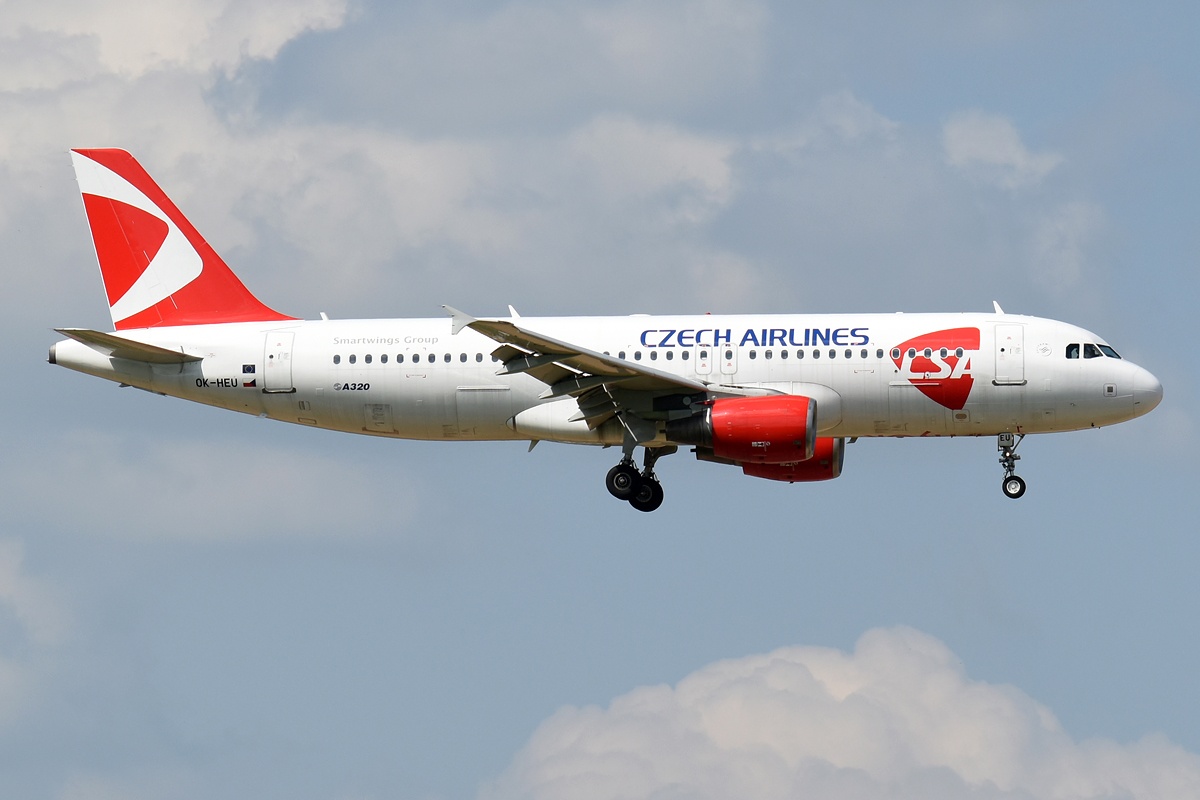
Airbus A320-200
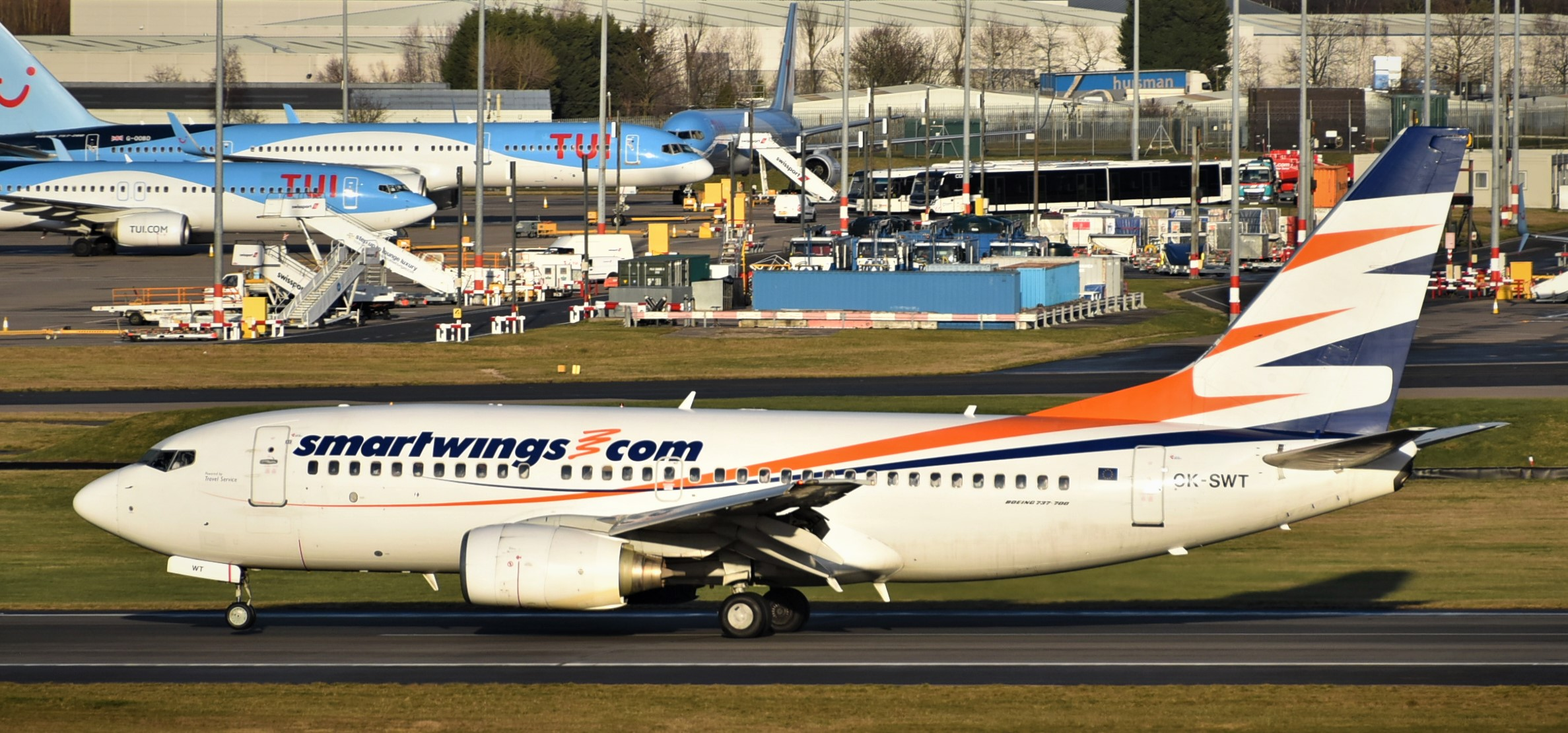
Boeing 737-700
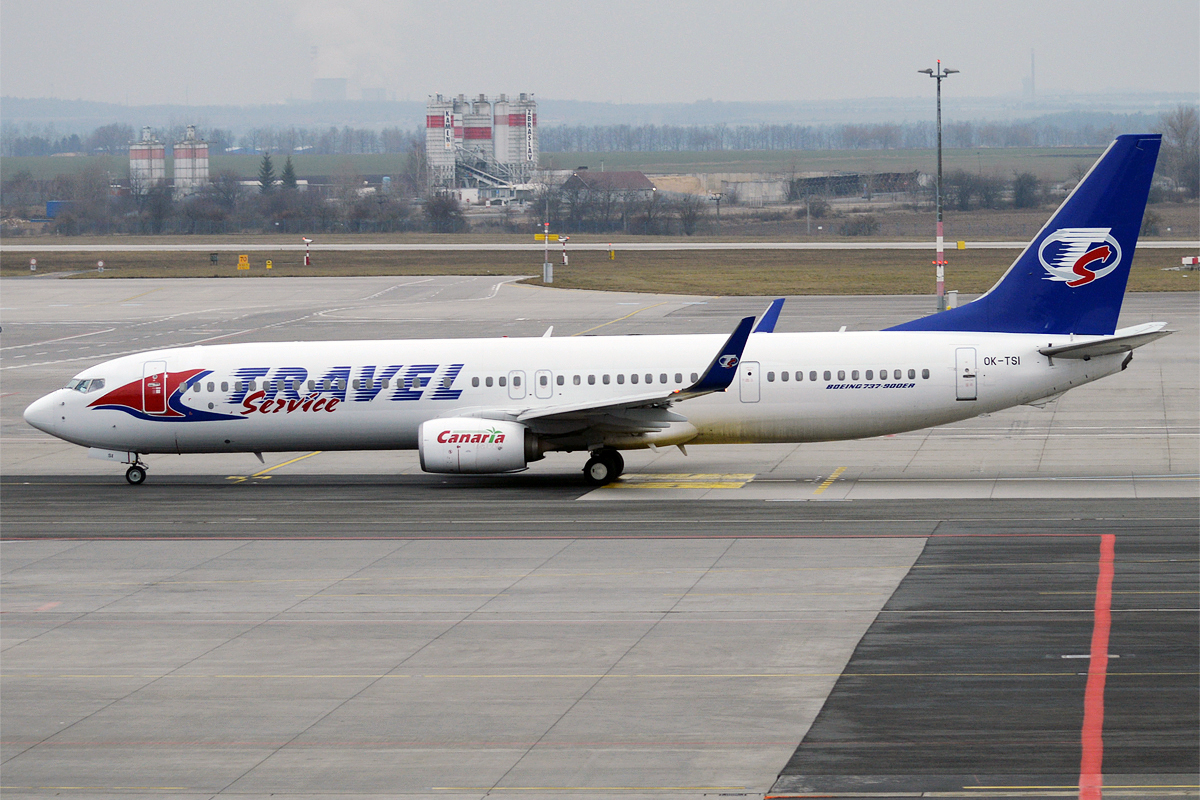
Boeing 737-900ER
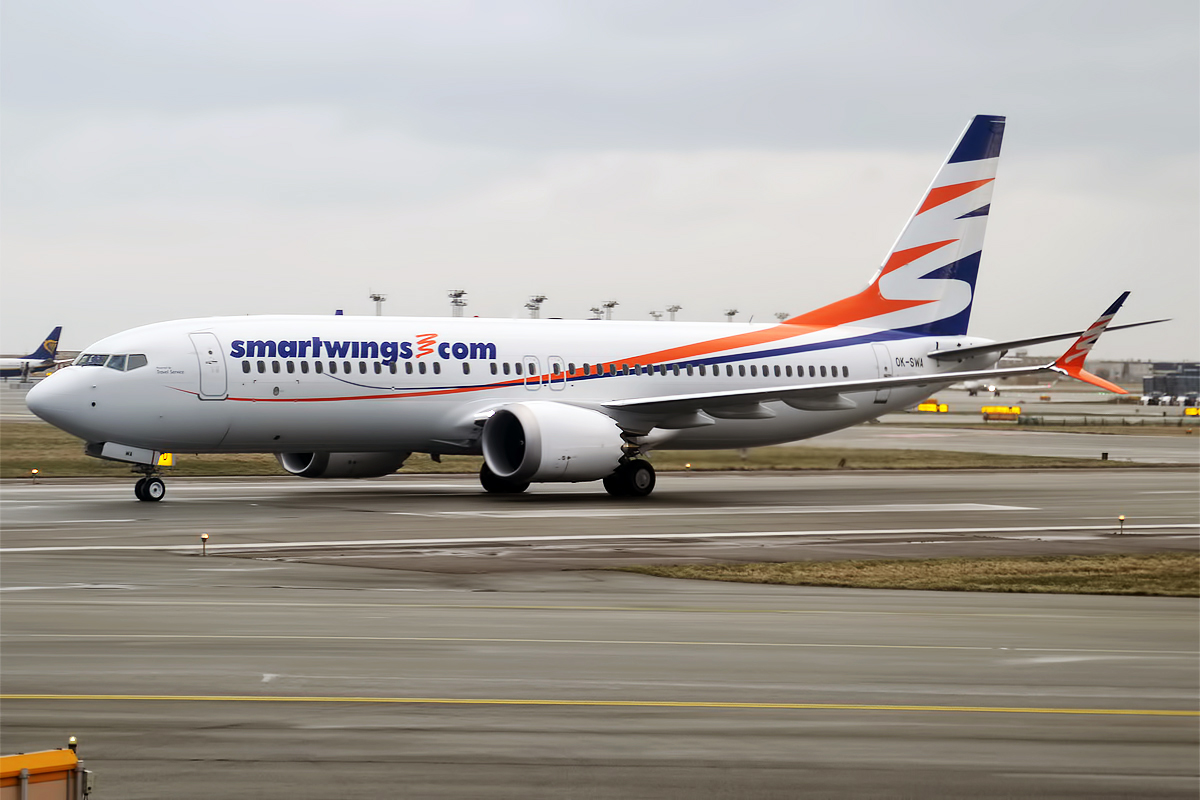
Boeing 737-8 MAX

## Zwischenfälle
Am 22. August 2019 kam es auf dem Flug einer Smartwings Boeing 737-800 (Luftfahrzeugkennzeichen OK-TVO) mit Flugnummer QS 1125 und 170 Passagieren an Bord auf dem Flug von Samos, Griechenland nach Prag, Tschechien ungefähr 185 Kilometer (100 sm) nördlich von Athen in einer Höhe von 11.000 Metern (36.000 Fuß) zum Ausfall des linken Triebwerks. Aus Sicherheitsgründen musste daher die Flughöhe auf knapp über 7.000 Meter (24.000 Fuß) verringert werden. Die Crew versuchte zweimal das Triebwerk wieder zu starten, was jedoch nicht gelang. Entgegen der verbindlichen Vorschriften, in einem solchen Fall den nächstgelegenen geeigneten Flughafen anzusteuern, wurde der Flug noch über 2 Stunden bis zum Zielflughafen in Prag fortgesetzt, wo das Flugzeug eine Sicherheitslandung durchführte. Menschen kamen bei dem Vorfall nicht zu Schaden. Die Fluggesellschaft wollte sich zuerst zum Vorfall nicht äußern und verlautbarte nur, dass die Crew in Übereinstimmung mit den Sicherheitsvorschriften gehandelt habe. Später wurde bekannt, dass es sich beim Flugkapitän offenbar um den damaligen geschäftsführenden Direktor des Flugbetriebs (Director Flight Operations) der Fluggesellschaft gehandelt habe. Dieser wurde dann seines Postens enthoben, blieb aber weiterhin für die Fluggesellschaft als Pilot und Ausbilder tätig. Die Fluggesellschaft sprach nun offiziell von einem Crew-Fehler auf dem betreffenden Flug. Knapp zwei Jahre später wurden strafrechtliche Ermittlungen wegen Fahrlässigkeit gegen eine beteiligte Person eingeleitet, die dann aber wieder eingestellt wurden.
Die tschechische Flugsicherheitsbehörde ÚZPLN leitete eine Untersuchung ein und kam in ihrem veröffentlichten Abschlussbericht zu dem Ergebnis, dass dem verantwortlichen Piloten ein Fehlverhalten in 21 Punkten vorgeworfen werden kann. So habe er es unter anderem unterlassen, die Flugverkehrskontrolle über die Ursache des Vorfalls zu informieren und vor dem Erreichen des tschechischen Luftraums keine Dringlichkeitsmeldung (Pan-Pan) abgesetzt, habe gegen die verbindliche Vorschrift verstoßen, bei einem Triebwerksausfall den nächstgelegenen geeigneten Flughafen anzusteuern und habe durch seine Entscheidung, nach Prag weiterzufliegen, in Kauf genommen, dass durch den erhöhten Treibstoffverbrauch bei Flug mit nur einem Triebwerk die verbliebene Treibstoffmenge in Prag bei unvorhergesehener Schließung des Flughafens möglicherweise nicht mehr zum Erreichen eines Ausweichflughafens gereicht hätte. Nachdem der Flugkapitän gegenüber der Flugsicherheitsbehörde dabei blieb, dass seine Entscheidungen korrekt gewesen seien, wurde eine psychologische Überprüfung des Piloten bei der flugmedizinischen Behörde ÚLZ angeregt.